# Hit és Fény
A Hit és Fény (franciául Foi et Lumière; angolul Faith and Light) olyan ökumenikus elhivatottságú katolikus lelkiségi mozgalom, amely a családban élő értelmi és halmozottan sérült emberek szolgálatában áll.

## Története
A Hit és Fény mozgalmat 1971-ben alapították a franciaországi Lourdes-ban a családban élő sérültek és hozzátartozóik összefogására, támogatására. Ez a mozgalom a világon mindenütt katolikus alapú, ökumenikus szellemű közösségeket hívott életre. Alapítói a francia Marie–Hélene Mathieu gyógypedagógus és a kanadai Jean Vanier, aki 1964–ben a franciaországi Trosly–Breuilben megalapította a Bárka Közösséget (L’Arche) család nélküli, intézetben élő sérültek számára. A Hit és Fény jelenleg 81 országban több mint 1500 közösséget számlál, 38 különböző nyelven. A közösségek taglétszáma 15-30 fő között mozog, bennük a sérültek, szülők és barátok ideális esetben azonos arányban vannak. (Hazánkban léteznek intézeti sérültekből és segítőkből álló, szülők nélküli csoportok is.) A közösségek tartományokba szerveződnek, amelyeket a tartományi koordinátor fog össze, ő tartja a kapcsolatot - a nemzetközi koordinátor-helyettes segítségével - a párizsi székhelyű nemzetközi titkársággal.
Magyarországon 1986-ban jött létre az első közösség Budapesten, a zugligeti plébánia fogyatékos gyerekeknek szervezett hittancsoportjából, ahol olyan gyógypedagógusok segítettek, akik külföldön már megismerkedtek a mozgalommal. A tagok később szétszóródtak, hogy újabb csoportokat segítsenek életre. Így Budapest mellett Dusnokon, Esztergomban, Jobbágyiban, Kecskeméten, Kaposvárott,  Miskolcon, Pomázon,  Szegeden, Szombathelyen és Vácott alakultak Hit és Fény-es közösségek. A közösség ökumenikus elkötelezettségű, tagjává válhat mindenki - vallási meggyőződéstől függetlenül -, ha közel áll szívéhez az értelmi fogyatékos ember.

## Tevékenysége
A Hit és Fény lelkiségi mozgalom azon a meggyőződésen alapul, hogy az értelmében fogyatékos személyt - bármilyen mértékű is legyen fogyatékossága - szereti az Isten. Jézus él a fogyatékos emberben is, még ha az ezt alig vagy egyáltalán nem is képes kifejezni. Igyekeznek számukra olyan környezetet teremteni, ahol megélhetik hitüket, fejlődhetnek, és kibontakoztathatják képességeiket.
Magyarországon egy csoportba mintegy húszan tartoznak, egy-egy csoportba a mozgalom alapeszméje szerint a szülők, a fogyatékos fiatalok és a segítők tartoznak. A segítők elsősorban a plébániai közösségekből, gyógypedagógus-hallgatókból, illetve már végzett diplomások közül kerülnek ki, emellett a szemináriumokból is érkeznek papnövendékek. Minden közösség igyekszik egy lelkipásztort bevonni az életébe. A csoportok tagjai általában kéthetente találkoznak, de havonta egyszer biztosan. Az összejöveteleknek a plébánia vagy valamely család ad helyet. A szentmise a találkozóikon fontos helyet kap. A találkozók mellett életükhöz tartozik a mozielőadás, a színház, a kirándulás vagy egyéb program. Ezekre a programokra a sérült fiatalok általában szülő nélkül mennek. A segítők ezzel tehermentesítik néhány órára a szülőket, ugyanakkor a különválás pedagógiai jelentőséggel is bír. A szülő jelenléte nélkül ugyanis a fiatal másféleképpen nyílik meg a segítőnek. Végső soron a sérült és a szülők is kikapcsolódnak, és ez mindenkinek jót tesz. Évente egy alkalommal egy hétig együtt nyaralnak a fiatalok a segítőkkel. Innen a szülők "ki vannak zárva". Ilyenkor a sérült jobban ráébredhet az önállóságára, és fölfedezheti a maga számára, mi mindennek az elvégzésére képes. A segítők később a szülőkkel tudatosítják is ezt. Gyertyaszentelő Boldogasszony ünnepét a Hit és Fény a maga ünnepének is tekinti.